# Miroslav Wlachovský
Miroslav Wlachovský (* 3. února 1970, Bratislava) je slovenský politik, diplomat, bývalý velvyslanec Slovenska v Dánsku a Spojeném království, od května do října 2023 ministr zahraničních věcí a evropských záležitostí SR ve vládě Ľudovíta Ódora.

## Život
V mládí byl členem Občanskodemokratické mládeže.
V roce 1994 vystudoval filozofii a sociologii na Filozofické fakultě Univerzity Komenského v Bratislavě. Na Slovenském institutu mezinárodních studií pracoval jako šéfredaktor časopisu Medzinárodné otázky. V letech 1995 až 1998 byl ředitelem výzkumného centra SFPA.
V roce 1998 začal pracovat na Ministerstvu zahraničních věcí jako ředitel Odboru analýz a plánování. V letech 2001 až 2003 byl poradcem tehdejšího premiéra Mikuláše Dzurindy.
V letech 2011 až 2015 byl velvyslancem Slovenska ve Spojeném království.
V letech 2018 až 2022 byl velvyslancem Slovenska v Dánsku. Do funkce byl jmenován 20. září 2018 prezidentem Andrejem Kiskou.
V květnu 2023 se stal ministrem zahraničních věcí a evropských záležitostí v úřednické vládě Ľudovíta Ódora. Tím byl až do října téhož roku.